# Fotografija u 2012.
◄◄ | ◄ | 2009. | 2010. | 2011. | 2012.  | 2013. | 2014. | 2015. | ► | ►►
Arhitektura • Astronautika • Astronomija • Biologija • Film • Fotografija • Glazba • Kazalište • Kemija • Kiparstvo • Knjige • Književnost • Kršćanstvo • Meteorologija • Medicina • Planinarstvo • Politika • Pravo • Promet • Slikarstvo • Strip • Šport • Televizija • Znanost • Zrakoplovstvo • Željeznički promet
Fotografija u 2012.

## Hrvatska i u Hrvata

### Smrti
- Antonio Botteri, fotograf iz Staroga Grada na Hvaru (* 1935.)

## Vanjske poveznice
|  | Zajednički poslužitelj ima još gradiva o temi Fotografija |